# غنيمة آل عقيل (حورة)
'

تعديل مصدري - تعديل

غنيمة ال عقيل هي إحدى قرى عزلة حوره بمديرية حورة التابعة لمحافظة حضرموت، وتتكون من عدة قرى (غنيمة - حصن جعفر - شعب هبري) بلغ تعداد سكانها 227 نسمة حسب تعداد اليمن لعام 2004.